# Байкотовцы
Байкотовцы (хак. «пайғудуғ») — сеок в составе хакасской субэтнической группы койбалов.
Они обитали в долине р. Туба. К началу XIX века Большебайкотовский род передвинулся на правобережье реки Абакан, в Койбальскую степь. Созвучие этнонимов байкотовцев («пайгудуг») и коттовцев («ходыг») кетоязычных Яринской и Канской землиц — аргумент в пользу их кетского происхождения. По всей видимости, в данном названии формант «дуг, дыг» восходит к кетскому «денг» — люди. Небольшая часть котовцев переселилась за Саяны в Тоджу и составила сеок «ходыг» среди тувинцев. Идентичное звучание имеет подразделение «кыдык» у тянь-шаньских киргизов племени «бугу». Вероятно, тюркизация байкотовцев произошла давно, ибо уже в XVII веке они именовались русскими не иначе как «байкотовские татары».